# Катастрофа Ил-114 в Жуковском
Катастрофа Ил-114 в Жуковском — авиационная катастрофа, произошедшая 5 июля 1993 года со вторым лётным прототипом самолёта Ил-114 вблизи аэропорта Жуковский.

## Самолёт
Ил-114 (заводской номер 01-03, серийный 01-03) был выпущен в 1990 году на Авиационном комплексе имени С. В. Ильюшина. Первый полёт совершил 24 декабря под бортовым номером СССР-54001 и начал эксплуатацию в КБ им. С. В. Ильюшина. Оснащён газотурбинными двигателями ТВ7-117. Участвовал в выставке авиасалона Ле-Бурже 91. В июле 1992 года был присвоен бортовой номер RA-54001.

## Экипаж
- КВС — А. М. Котельников
- Ведущий инженер по лётным испытаниям — А. И. Суменков
- Бортинженер — С. А. Маштанов
- Второй пилот — А. Н. Зубарев
- Стажёр бортинженера — П. Ю. Журавлев
- Бортэлектрик — Ю. В. Фролов
- Ведущий инженер по КЗА — А. М. Якушин
- Экспериментатор — В. В. Лаврентьев
- Экспериментатор — Н. Коровкин[2]

## Хронология событий

### Подготовка ко взлёту
11:20: экипаж из девяти человек, приписанный к лётно-испытательному комплексу, поднялся на борт и приступил к предполетной подготовке.

### Выруливание
11:53: самолёт начал выруливать на ВПП.

### Взлёт
11:55: Диспетчер даёт разрешение на взлёт.
11:57: командир экипажа доложил руководителю полетов о готовности к взлету
11:58: самолет начал взлёт, длина разбега была большая.

### Отказ двигателей
Примерно в 11:59 у самолёта отказал двигатель, экипаж доложил об этом диспетчеру.
Самолёт начал стремительное снижение к земле из-за того, что 1 двигатель не вырабатывал нужную мощность для удержания высоты.

### Авиакатастрофа
В 12:00 самолёт столкнулся с землёй с 1 работающим двигателем примерно в 100 м от Москвы-реки.

## Расследование
Государственная комиссия по расследованию причин авиакатастрофы сделала следующее заявление:
 «Катастрофа самолета произошла из-за отказа в электронной части системы управления воздушным винтом правого двигателя. Дальнейшее неблагоприятное развитие событий, приведшее к столкновению самолета с землей, было вызвано затруднением экипажа оценить последствия отказа и его вид. Подобный отказ в процессе проектирования силовой установки и самолета, составления Руководства по летной эксплуатации рассматривался как практически невероятный и не встречался в практике отечественного самолетостроения».

## Последствия катастрофы
На месте погибли 4 человека: А. Н. Зубарев, С. А. Маштанов, Ю. В. Фролов, А. И. Суменков, ещё 3 (П. Ю. Журавлев, А. М. Якушин, В. В. Лаврентьев) скончались в больнице. Из 9 членов экипажа выжило двое (А. М. Котельников, Н. Коровкин).